# Emilia Cuchet-Albaret
Emilia Cuchet-Albaret (Genève, 25 juni 1881 - aldaar, 6 april 1962) was een Zwitserse onderwijzeres en schrijfster.

## Biografie
Emilia Cuchet-Albaret was een dochter van William Albaret en Reine-Marie de Bellerive. Ze huwde Jacques-Henri Cuchet, een handelaar. In 1914 werd ze licentiate in de fysica, waarna ze lerares fysica werd aan de huishoudschool van Genève. Ze schreef verschillende gedichten en liederen over kinderen en over het platteland rond Genève.

## Onderscheidingen
- Amielprijs (1917)
- Schillerprijs